# A láthatatlan ember (film, 2020)
A láthatatlan ember (eredeti cím: The Invisible Man) 2020-ban bemutatott amerikai–ausztrál sci-fi horrorfilm, melyet Leigh Whannell írt és rendezett. A főbb szerepekben Elisabeth Moss, Oliver Jackson-Cohen, Aldis Hodge, Storm Reid, Harriet Dyer és Michael Dorman látható.
Az Amerikai Egyesült Államokban 2020. február 28-án, Ausztráliában és Magyarországon 2020. február 27-én mutatták be a mozikban.

## Cselekmény
Cecilia Kass eddig egy híres és gazdag, de erőszakos és szociopata feltaláló, Adrian Griffin élettársa volt, akitől egy éjjel megszökött. Néhány hétre rá hírt kap róla, hogy egykori párja állítólag öngyilkos lett és minden vagyonát ő örökölte. Cecilia azonban úgy érzi nincs egyedül, mintha valaki állandóan figyelné. Egyre inkább biztos benne, hogy Adrian nem halt meg: valamilyen módon láthatatlanná tette magát, hogy így zaklassa tovább amúgy is labilis idegzetű korábbi barátnőjét, akinek valahogy be kell bizonyítania, hogy nem csak képzelődik.

## Szereplők
| Szereplő        | Színész              | Magyar hang        |
| --------------- | -------------------- | ------------------ |
| Cecilia Kass    | Elisabeth Moss       | Pálmai Anna        |
| Adrian Griffin  | Oliver Jackson-Cohen | Szatory Dávid      |
| James Lanier    | Aldis Hodge          | Debreczeny Csaba   |
| Sydney Lanier   | Storm Reid           | Csifó Dorina       |
| Alice Kass      | Harriet Dyer         | Balsai Móni        |
| Tom Griffin     | Michael Dorman       | Mészáros Béla      |
| Marc            | Benedict Hardie      | Karácsonyi Zoltán  |
| Rackley nyomozó | Sam Smith            | Kis Horváth Zoltán |
| Nővér           | Zara Michaels        | Mohácsi Nóra       |
| Dr. Lee         | Renée Lim            | Németh Kriszta     |
| Sofőr           | Brian Meegan         | Bácskai János      |
| Taylor          | Nick Kici            | Borbíró András     |
| Biztonsági őr   | Nash Edgerton        | Potocsny Andor     |